# Speed metal
Speed metal – gatunek muzyki metalowej, krystalizujący się na początku lat 80. XX wieku.
Gatunek charakteryzuje się szybkim tempem, technicznymi zagrywkami z wplecionymi melodyjnymi solówkami oraz rockową kompozycją utworów. Wokal zwykle jest wysoki z chropowatym brzmieniem. Tematyka tekstów jest bardzo szeroka, podobnie jak w thrash metalu, porusza różne zagadnienia, od fantastyki po sprawy polityczne. Ten rodzaj muzyki metalowej czerpał wpływy z twórczości wczesnych zespołów heavymetalowych, dodając do nich elementy ówczesnego punka. Nagrania speed metalowe mają surowe, szorstkie brzmienie, dlatego często są uznawane za muzykę podziemia metalowego.
Speed metal dał początek muzyce thrash metalowej, która mając w sobie nieco więcej elementów punk rockowych, dała szersze pole do popisów dla artystów rozwijających ten gatunek w odmienne strony.
We wczesnych latach osiemdziesiątych termin speed metal często odnosił się także do wczesnej muzyki thrash metalowej.
Za zespoły mające największy wpływ na scenę speed metalową uznaje się Judas Priest oraz Motörhead.
Przykładowe zespoły speed metalowe: Exciter, Helstar, Agent Steel, Liege Lord, Exumer, Cranium.
Za speed metalowe uznaje się także wczesne albumy takich zespołów jak Slayer, Metallica, Helloween oraz Anthrax.